# Saint-Pierre-sur-Orthe
Saint-Pierre-sur-Orthe là một xã của tỉnh Mayenne, thuộc vùng Pays de la Loire, tây bắc nước Pháp.